# VMware Infrastructure
VMware Infrastructure je balík řešení založený na původně samostatném produktu VMware ESX Server spolu s dalšími doplňky a službami. VMware ESX Server je samostatný virtualizační nástroj dodávaný s vlastním operačním systémem. Kvůli stabilitě a vysokém výkonu tohoto systému je omezen seznam podporovaných zařízení, která musí splňovat certifikaci pro tento produkt.
Podmínkou pro nasazení VMware Infrastructure je použití minimálně dvou pevných SCSI disků (na jednom je systém a na druhém virtuální stroje a další data). Kromě samotného ESX Serveru v základním balíčku VMware Infrastructure je možné přikoupit podporu NAS, multiprocessingu pro virtuální stroje a další vlastnosti.
Správa VMware Infrastructure probíhá pomocí webového rozhraní nebo pomocí nástrojů VMware ACE apod.
V současné době je nabízen VMware Infrastructure ve čtyřech edicích:
- VMware ESXi (samostatný VMware ESX Server)
- VMware Infrastructure Foundation
- VMware Infrastructure Standard
- VMware Infrastructure Enterprise

Snahou společnosti VMware je donutit zákazníky zakoupit vyšší edice VMware Infrastructure, zvláště pokud to myslí s využitím virtualizace vážně (využití ve velkém rozsahu - provoz zatěžovaných poštovních a serverových systémů ve virtuálním prostředí s využitím propojení v clusterech), což je poznat z nabízených funkcí jednotlivých balíčků.

## Systémová konzole a VMware OS
Základní výhoda tohoto produktu je přímý přístup na hardware, kdy VMware OS s ním komunikuje přímo a ne přes host systém. Tím odpadá zbytečná režie a je zajištěn efektivnější běh virtuálního serveru. VMware OS je zaveden pomocí linuxové distribuce - tzv. systémové konsole - ve formě modulu jádra. Tato konzole má přiděleny omezené zdroje pro svůj běh a s její pomocí je možno VMware OS spravovat. Je třeba si uvědomit, že prostředí systémové konzole a VMware OS jsou striktně oddělena a to se týká i HW. Pokud tedy mám správné ovladače pro nějaké zařízení v systémové konzoli (např. FC kartu), musím mít i příslušné ovladače pro VMware OS.

## Správa prostředí
Správa prostředí se provádí buď přes unixové CLI systémové konzole, přes grafického klienta Virtual Infrastructure (serverová část běží na konzoli), nebo přes nástroj VMware VirtualCenter. Základní operace jsou:
- Definice nových virtuálních serverů
- Základní operace nad virtuálními servery (start, stop)
- Správa zařízení přidělené WMware OS
- Definice a správa diskových subsystémů a VMFS
- Monitoring

## VMFS
Pro ukládání disků virtuálních serverů používá VMware Infrastructure speciální filesystém VMFS, který má oproti jiným jistá specifika. Je navržen tak, aby byla minimalizována režie při správě objektů FS a optimalizován pro přístup z jednotlivých virtuálních serverů (donedávna například VMFS neznalo pojem adresář).Hlavní výhodou je možnost paralelního přístupu z více WMware OS a tím i možnost tzv. hot migrací (migrace, kdy je běžící virtuální server přenesen z jednoho hw serveru na jiný bez nutnosti výpadku). Pokud administrátor chce hot migrace využívat musí mít licenci na produkt VMotion a VMware VirtualCenter. Dále si umí poradit i s tzv. scsi rezervacemi a díky tomu je možné tvořit i clustery nad virtuálními servery. Nevýhodou je např. chybějící mirroring nad VMFS svazky, kdy se tato funkcionalita musí složitě a draze řešit např. pomocí speciálních funkcí diskových polí.

## Delegování zdrojů
Každému virtuálnímu serveru může být přiřazen rozličný, ať virtuální nebo přímo fyzický, hardware. Namátkou lze zmínit virtuální procesor(y), paměťový prostor, ethernetové rozhraní, virtuální a nebo přímo fyzický SCSI/FC disk (LUN), sériové adaptéry atd. Administrátor může také zasahovat do dělení zátěže mezi jednotlivé fyzické komponenty a virtuální servery buď přímo dedikací určitého hw danému virtuálnímu serveru (např. lze určit, že konkrétní server bude využívat konkrétní procesor) a nebo pomocí vah (např. dva virtuální server se dělí o jeden procesor či HBA kartu v definovaném poměru). Paměťový prostor je sdílen všemi virtuálními servery a tzv. deduplikován (stránky se stejným obsahem jsou zavedeny fyzicky pouze jednou). Ethernetové rozhraní je definováno pomocí virtuálních switchů jejich připojení k daným virtuálním serverů a fyzických zařízení, což umožňuje vytvářet různé scénáře. zapojení (např. farma virtuálních serverů oddělená od fyzické síť infrastruktury, nebo naopak do ní probridgovanána či oddělena routerem, který tvoří jedna z virtuálních stanic – záleží jen na fantasii).